# Piotr Chmielewski
Piotr Chmielewski, nacido el 18 de septiembre de 1970 en Lublin es un ciclista polaco ya retirado. Campeón de Polonia en Contrarreloj en 1992 y en 1996, ganó la Baltyk-Karkonosze Tour, el Giro del Capo, el Memorial Henryka Lasaka y el Tour de Eslovaquia durante su carrera como profesional. Participó en el Giro de Italia 2003 con el equipo CCC Polsat acabando en el puesto 49º.
En 2012 estuvo en el centro de una polémica al ser detenido por la policía tras conducir su bicicleta desnudo y argumentar que esta le restaba aerodinámica. 

## Palmarés
| 1992 - Campeonato de Polonia Contrarreloj - 1 etapa de la Carrera de la Paz 1993 - 2º del Campeonato de Polonia Contrarreloj 1996 - Campeonato de Polonia Contrarreloj - 1 etapa de la Carrera de la Solidaridad 1997 - 3º del Campeonato de Polonia Contrarreloj 1998 - Baltyk-Karkonosze Tour 2000 - Memoriał Andrzeja Trochanowskiego - 1 etapa de la Carrera de la Solidaridad - Majowy Wyścig Klasyczny-Lublin | 2001 - Giro del Capo, más 1 etapa - 1 etapa de la Dookola Mazowsza - Memorial Henryka Lasaka - 1 etapa del Tour de Polonia - 1 etapa del Herald Sun Tour 2003 - 1 etapa de la Dookola Mazowsza - 1 etapa del Tour de Malopolska 2004 - Tour de Eslovaquia - Pomorski Klasyk 2006 - Memoriał Andrzeja Trochanowskiego |

## Resultados en las Grandes Vueltas

### Giro de Italia
- 2003: 49.º